# Thea Oljelund
Thea Oljelund, eigentlich Tea Brita Oljelund (* 6. August 1921 in Stockholm; † 16. Juli 2012 in Ludvika) war eine schwedische Schriftstellerin und Journalistin.
In Deutschland ist sie als Autorin der Pferdebuchreihe Polly (im Original: Pirkko) bekannt, von der 6 Bände ins Deutsche übersetzt wurden.

## Familie
Thea Oljelunds Eltern Ivan Oljelund und Linda Öberg waren ebenfalls Schriftsteller. Ihre Tochter Monica Kronlund (geb. 1944) ist ebenfalls Schriftstellerin, ihr Sohn Peter Oljelund (1960) ist Poet.

## Bibliographie

### Polly
| Band | Originaltitel                      | Erstpublikation | Band | Titel                                                          | Erstpublikation | Übersetzer                   |
| ---- | ---------------------------------- | --------------- | ---- | -------------------------------------------------------------- | --------------- | ---------------------------- |
| 1    | Pirkko börjar rida                 | 1976            | 1    | Polly bekommt ein Pferd Stella ist die Beste                   | München 1986    | Ursula Dotzler               |
| 2    | Pirkko och Svarten                 | 1976            | 2    | Das schönste Pferd der Welt für Polly Wo ist der Rappe Blacky? | München 1986    | Anna-Liese Kornitzky         |
| 3    | Pirkko och den lilla cirkushästen  | 1977            |      |                                                                |                 |                              |
| 4    | Pirkko och stallets hemlighet      | 1977            | 3    | Polly - Gefahr auf dem Pferdehof Aufregung um Billy            | München 1987    | Karin von Schweder-Schreiner |
| 5    | Pirkko råkar i fara                | 1978            |      |                                                                |                 |                              |
| 6    | Pirkko sadlar om                   | 1978            | 4    | Polly reitet in die Zukunft Wer ist Windbird?                  | München 1987    | Anna-Liese Kornitzky         |
| 7    | Pirkko och cowboy-flickan          | 1979            | 5    | Polly und das Pferdemädchen Jossi ist eine richtige Freundin   | München 1988    | Anna-Liese Kornitzky         |
| 8    | Pirkko och hästen som försvann     | 1979            | 6    | Polly sucht das verschwundene Pferd Viel Wirbel um Satan       | München 1987    | Anna-Liese Kornitzky         |
| 9    | Pirkko och spökhästen              | 1980            |      |                                                                |                 |                              |
| 10   | Pirkkos häst kommer bort           | 1980            |      |                                                                |                 |                              |
| 11   | Pirkko och guldfuxen               | 1981            |      |                                                                |                 |                              |
| 12   | Pirkko på ryttarfest               | 1981            |      |                                                                |                 |                              |
| 13   | Pirkko och den främmande hästen    | 1982            |      |                                                                |                 |                              |
| 14   | Pirkko tar tyglarna                | 1982            |      |                                                                |                 |                              |
| 15   | Pirkko och den stora hopptävlingen | 1983            |      |                                                                |                 |                              |
| 16   | Pirkko och hittehästen             | 1983            |      |                                                                |                 |                              |
| 17   | Pirkko och hennes hästvänner       | 1984            |      |                                                                |                 |                              |
| 18   | Pirkko och hästen som ingen försto | 1985            |      |                                                                |                 |                              |
| 19   | Pirkko och den värdefulla travaren | 1986            |      |                                                                |                 |                              |
| 20   | Pirkko och de fyra fuxarna         | 1987            |      |                                                                |                 |                              |
| 21   | Pirkko och travhäst-mysteriet      | 1987            |      |                                                                |                 |                              |
| 22   | Pirkko får stallhjälp              | 1988            |      |                                                                |                 |                              |
| 23   | Pirkko, Marita och Milord          | 1989            |      |                                                                |                 |                              |
| 24   | Pirkko och hästen i skogen         | 1990            |      |                                                                |                 |                              |

Polly ein schwedisches Pferdemädchen Sammelband 1

Erstpublikation: 1990

ISBN 3-505-04280-3

Dieser Sammelband enthält folgende Einzelbände:

Polly bekommt ein Pferd (Band 1)

Das schönste Pferd der Welt für Polly (Band 2)

Polly - Gefahr auf dem Pferdehof (Band 3)

### Prinz
| Band | Originaltitel              | Erstpublikation | Band | Titel                | Erstpublikation | Übersetzer        |
| ---- | -------------------------- | --------------- | ---- | -------------------- | --------------- | ----------------- |
| 1    | Sommaren med Prince        | 1982            | 1    | Der Sommer mit Prinz | München 2007    | Gabriele Zigldrum |
| 2    | Prince räddar Pyret        | 1983            |      |                      |                 |                   |
| 3    | Lisa och Prince får en vän | 1983            |      |                      |                 |                   |
| 4    | Sommar med Prince          | 1991            |      |                      |                 |                   |